# Ostatni łowca
Ostatni łowca (tytuł oryg. L'ultimo cacciatore) – włoski film wojenny z nurtu euro war, powstały w 1980 roku, wyreżyserowany przez Antonio Margheritiego. W rolach głównych w filmie wystąpili aktorzy spoza Włoch: Nowozelandzyk David Warbeck, Anglik John Steiner oraz Amerykanka Tisa Farrow. Obraz kręcony był na Filipinach, często w tych samych miejscach, co dzieło Francisa Forda Coppoli Czas apokalipsy (1979). W trakcie zdjęć operator Riccardo Pallottini zginął w wypadku helikoptera.

## Obsada
- David Warbeck − kapitan Henry Morris
- Tisa Farrow − Jane Foster
- Tony King − sierżant George Washington
- Bobby Rhodes − Carlos
- Margit Evelyn Newton (w czołówce jako Margi Eveline Newton) − Carol
- John Steiner − major Cash
- Massimo Vanni − Phillips
- Jim Gaines − amerykański dezerter
- Luciano Pigozzi (w czołówce jako Alan Collins) − barman
- Romano Kristoff − pilot helikoptera